# Madagaskarfalk
Madagaskarfalk (Falco newtoni) är en fågel i familjen falkar inom ordningen falkfåglar.

## Utseende och läte
Madagaskarfalken är en tornfalksliknande fågel med roströd rygg, tvärbandad stjärt och ett mörkt mustaschstreck i ansiktet. Undersidan kan vara roströd eller vit. Jämfört med bandad falk är den mindre, roströd istället för grå samt saknar breda tvärband på buken. Lätet är ett ljust och upprepat "keek".

## Utbredning och systematik
Fågeln förekommer på Madagaskar och Aldabra. Den delas in i två underarter med följande utbredning:
- Falco newtoni aldabranus – Aldabra
- Falco newtoni newtoni – Madagaskar

## Levnadssätt
Madagaskarfalken hittas i stort sett i alla miljöer utom tät skog. I städer och byar är den en väl synlig fågel och den häckar ofta på byggnader. Fågeln tillbringar större av sin tid i flykten och kan ses ryttla.

## Status och hot
Arten har ett stort utbredningsområde och tros öka i antal. Internationella naturvårdsunionen IUCN listar den därför som livskraftig (LC).